# むつきつとむ
むつき つとむ（1月26日（生年不明） ‐ 2024年7月16日）は、日本の漫画家。愛媛県伊予郡松前町出身。

## 概要
- 1993年デビュー。代表作に「このお姉さんはフィクションです!?」など。
- 2024年7月16日に死去。同月21日、漫画家の水原賢治のX（旧：Twitter）にて発表された[2][3]。

## 主な作品
- ぽちとお嬢さま
- 火星物語 五月の花嫁 全2巻
- としうえの魔女たち 全2巻
- 第一〇七生徒会記録
- モノノケ達の宴
- オンラインな彼女 むつきつとむ作品集
- 小あくま天使 桃色系 全3巻
- 快感温度n℃ 全2巻
- 桃色ぴ〜ナッツ 全2巻
- いきなり☆ねこキック
- ロマンス地獄
- 爆走彼女
- このお姉さんはフィクションです!? 全8巻
- 桜色ぶりざぁど
- あんばらんすスク〜ルライフ 全2巻